# Copa de França de rugbi a 13
La Copa de França de rugbi a 13, en francès Coupe de France de Rugby à XIII és la segona competició francesa de rugbi a 13 (o Rugby League), per a clubs professionals o semi-professionals. És organitzat per la Federació Francesa de Rugbi a XIII. També rep el nom de Copa Lord Derby.

## Història
La Copa de França va ser creada la mateixa temporada que el Campionat de França de rugbi a 13 la temporada 1934-35. El primer campió fou l'US Lyon Villeurbanne el 5 de maig de 1935 a Tolosa de Llenguadoc.
L'origen del trofeu Lord Derby fou el regal (una gran copa de plata) oferta el maig de 1935 per Edward Georges Villiers Stanley, 17è Comte de Derby, per premiar al vencedor d'un partit que enfrontés al vencedor de la Challenge Cup anglesa de l'any 1935 (Castelford) enfront del vencedor de la Copa de França del mateix any (US Lyon Villeurbanne). El partit es disputà el 12 de maig de 1935 a l'estadi Buffalo de París amb la victòria de l'US Lyon Villeurbanne. Posteriorment, com a mostra de cordialitat entre les dues lligues donà el trofeu a la federació francesa, la qual l'usà com a premi al campió de la copa francesa.

## Historial
| Any     | Vencedor | Marcador | Finalista |
| ------- | --- | --- | --- |
| 1934-35 | Lyon Villeurbanne Rhône XIII                                                                                          | 22-7 | XIII Catalan |
| 1935-36 | Cote Basque XIII | 15-8 | US Villeneuve |
| 1936-37 | US Villeneuve | 12-6 | XIII Catalan |
| 1937-38 | RC Roanne XIII | 36-12 | US Villeneuve |
| 1938-39 | XIII Catalan | 7-3 | Toulouse Olympique XIII                                                                                               |
| 1939-40 | No es disputà per la invasió Alemanya del nord de França.                                                             | No es disputà per la invasió Alemanya del nord de França.                                                             | No es disputà per la invasió Alemanya del nord de França.                                                             |
| 1940-44 | No es disputà. El rugbi a 13 fou prohibit pel govern de Vichy.                                                        | No es disputà. El rugbi a 13 fou prohibit pel govern de Vichy.                                                        | No es disputà. El rugbi a 13 fou prohibit pel govern de Vichy.                                                        |
| 1944-45 | XIII Catalan | 23-14 | AS Carcassonne XIII                                                                                                   |
| 1945-46 | AS Carcassonne XIII                                                                                                   | 27-7 | XIII Catalan |
| 1946-47 | AS Carcassonne XIII                                                                                                   | 24-5 | SO Avignon |
| 1947-48 | RC Marseille | 5-4 | AS Carcassonne XIII                                                                                                   |
| 1948-49 | RC Marseille | 12-9 | AS Carcassonne XIII                                                                                                   |
| 1949-50 | XIII Catalan | 12-5 | Lyon Villeurbanne Rhône XIII                                                                                          |
| 1950-51 | AS Carcassonne XIII                                                                                                   | 22-10 | Lyon Villeurbanne Rhône XIII                                                                                          |
| 1951-52 | AS Carcassonne XIII                                                                                                   | 28-9 | XIII Catalan |
| 1952-53 | Lyon Villeurbanne Rhône XIII                                                                                          | 9-8 | US Villeneuve |
| 1953-54 | Lyon Villeurbanne Rhône XIII                                                                                          | 17-15 | XIII Catalan |
| 1954-55 | SO Avignon | 18-10 | RC Marseille |
| 1955-56 | SO Avignon | 25-12 | Bordeaux XIII |
| 1956-57 | RC Marseille | 11-0 | XIII Catalan |
| 1957-58 | US Villeneuve | 20-8 | SO Avignon |
| 1958-59 | XIII Catalan | 7-0 | SO Avignon |
| 1959-60 | FC Lézignan | 7-4 | AS Carcassonne XIII                                                                                                   |
| 1960-61 | AS Carcassonne XIII                                                                                                   | 5-2 | FC Lézignan |
| 1961-62 | RC Roanne XIII | 16-10 | Toulouse Olympique XIII                                                                                               |
| 1962-63 | AS Carcassonne XIII                                                                                                   | 5-0 | Toulouse Olympique XIII                                                                                               |
| 1963-64 | US Villeneuve | 10-2 | Toulouse Olympique XIII                                                                                               |
| 1964-65 | RC Marseille | 13-8 | AS Carcassonne XIII                                                                                                   |
| 1965-66 | FC Lézignan | 22-7 | US Villeneuve |
| 1966-67 | AS Carcassonne XIII                                                                                                   | 10-4 | XIII Catalan |
| 1967-68 | AS Carcassonne XIII                                                                                                   | 9-2 | Toulouse Olympique XIII                                                                                               |
| 1968-69 | XIII Catalan | 13-8 | US Villeneuve |
| 1969-70 | FC Lézignan | 14-8 | US Villeneuve |
| 1970-71 | RC Marseille | 17-2 | FC Lézignan |
| 1971-72 | AS Sant Esteve XIII                                                                                                   | 12-5 | US Villeneuve |
| 1972-73 | RC Saint-Gaudens XIII                                                                                                 | 22-8 | AS Carcassonne XIII                                                                                                   |
| 1973-74 | RC Albi XIII | 21-11 | FC Lézignan |
| 1974-75 | Pia XIII | 9-4 | RC Marseille |
| 1975-76 | XIII Catalan | 23-8 | Toulouse Olympique XIII                                                                                               |
| 1976-77 | AS Carcassonne XIII                                                                                                   | 21-16 | XIII Catalan |
| 1977-78 | XIII Catalan | 18-7 | FC Lézignan |
| 1978-79 | US Villeneuve | 15-5 | AS Carcassonne XIII                                                                                                   |
| 1979-80 | XIII Catalan | 18-8 | AS Carcassonne XIII                                                                                                   |
| 1980-81 | Es cancel·là la final entre AS Carcassonne i XIII Catalan pels incidents del campionat de França la setmana anterior. | Es cancel·là la final entre AS Carcassonne i XIII Catalan pels incidents del campionat de França la setmana anterior. | Es cancel·là la final entre AS Carcassonne i XIII Catalan pels incidents del campionat de França la setmana anterior. |
| 1981-82 | SO Avignon | 18-12 | AS Carcassonne XIII                                                                                                   |
| 1982-83 | AS Carcassonne XIII                                                                                                   | 10-3 | XIII Catalan |
| 1983-84 | US Villeneuve | 18-7 | SC Limoux XIII |
| 1984-85 | XIII Catalan | 24-7 | SC Limoux XIII |
| 1985-86 | US Pontet XIII | 35-10 | AS Sant Esteve XIII                                                                                                   |
| 1986-87 | AS Sant Esteve XIII                                                                                                   | 20-10 | XIII Catalan |
| 1987-88 | US Pontet XIII | 5-2 | AS Sant Esteve XIII                                                                                                   |
| 1988-89 | SO Avignon | 12-11 | AS Sant Esteve XIII                                                                                                   |
| 1989-90 | AS Carcassonne XIII                                                                                                   | 22-8 | AS Sant Esteve XIII                                                                                                   |
| 1990-91 | RC Saint-Gaudens XIII                                                                                                 | 30-4 | Pia XIII |
| 1991-92 | RC Saint-Gaudens XIII                                                                                                 | 22-10 | RC Carpentras |
| 1992-93 | AS Sant Esteve XIII                                                                                                   | 12-10 | XIII Catalan |
| 1993-94 | AS Sant Esteve XIII                                                                                                   | 14-12 | XIII Catalan |
| 1994-95 | AS Sant Esteve XIII                                                                                                   | 28-8 | Pia XIII |
| 1995-96 | AS Limoux XIII | 39-12 | AS Carcassonne XIII                                                                                                   |
| 1996-97 | XIII Catalan | 25-24 | AS Limoux XIII |
| 1997-98 | AS Sant Esteve XIII                                                                                                   | 38-0 | SO Avignon |
| 1998-99 | US Villeneuve | 20-5 | FC Lézignan |
| 1999-00 | US Villeneuve | 34-14 | XIII Catalan |
| 2000-01 | XIII Catalan | 38-17 | SC Limoux XIII |
| 2001-02 | US Villeneuve | 27-18 | Pia XIII |
| 2002-03 | US Villeneuve | 16-14 | Pia XIII |
| 2003-04 | Union Treiziste Catalane                                                                                              | 36-24 | AS Carcassonne XIII                                                                                                   |
| 2004-05 | Union Treiziste Catalane                                                                                              | 31-12 | SC Limoux XIII |
| 2005-06 | Pia XIII | 36-20 | FC Lézignan |
| 2006-07 | Pia XIII | 30-14 | AS Carcassonne XIII                                                                                                   |